# Ciaran Fitzgerald
Pour les articles homonymes, voir Fitzgerald et Ciaran.
Pas d'image ? Cliquez ici

a Compétitions nationales et continentales officielles uniquement.

b Matchs officiels uniquement.
Dernière mise à jour le 15 janvier 2024.
 Ciaran Fintan Fitzgerald est né le 4 juin 1952 à Loughrea. C’est un ancien joueur de rugby à XV qui a évolué avec l'équipe d'Irlande au poste de talonneur.

## Carrière
Il a disputé son premier match international avec l'équipe d'Irlande le 3 juin 1979, contre l'équipe d'Australie. Son dernier test match fut contre l'équipe d'Écosse, le 15 mars 1986.
Ciaran Fitzgerald, mesurant un mètre 75, fut 19 fois capitaine de l'équipe d'Irlande. 
Il a également disputé quatre test matchs (en tant que capitaine) avec les Lions britanniques en 1983 contre les All-Blacks.

## Palmarès
- 25 sélections avec l'Irlande (+ 4 non officielles)
- Sélections par années : 2 en 1979, 4 en 1980, 4 en 1982, 4 en 1983, 3 en 1984, 4 en 1985, 4 en 1986
- Tournois des Cinq Nations disputés: 1980, 1982, 1983, 1984, 1985 et 1986
- Vainqueur du tournoi en 1982 (article détaillé), 1985 (article détaillé), victoire partagée en 1983 (article détaillé)